# Amazonisches Zwerghörnchen
Das Amazonische Zwerghörnchen (Microsciurus flaviventer) ist eine Hörnchenart aus der Gattung der Neuweltlichen Zwerghörnchen (Microsciurus). Es kommt im Amazonasbecken in Südamerika vor.

## Merkmale
Das Amazonische Zwerghörnchen erreicht eine Kopf-Rumpf-Länge von etwa 12,0 bis 16,0 Zentimetern bei einem Gewicht von 60 bis 128 Gramm. Der Schwanz wird 9,6 bis 16,0 Zentimeter lang und ist damit etwas kürzer bis etwa gleich lang wie der restliche Körper. Das Rückenfell der Tiere ist dunkelbraun und mit rötlichen und olivfarbenen Tönen durchsetzt, hinter den Ohren befindet sich ein blassgelber Fleck. Der Bauch ist grau mit orangefarbener Tönung bis blass oder kräftig orange. Der Schwanz ist braun bis schwarz meliert mit einem stahlgrauen Einschlag.

## Verbreitung

Verbreitungsgebiet des Amazonischen Zwerghörnchens

Das Amazonische Zwerghörnchen kommt im Amazonasbecken in Südamerika in Kolumbien, Ecuador, Brasilien westlich des Rio Negro und des Rio Juruá sowie in Peru vor. Die Höhenverbreitung reicht bis 2000 Meter.

## Lebensweise
Das Amazonische Zwerghörnchen lebt in den immergrünen Regenwaldgebieten der höheren Lagen des Amazonasbeckens. Dabei meiden die Tiere Überschwemmungswälder, kommen jedoch in periodisch überfluteten Terra-Firma-Wäldern vor. Baumlücken, gerodete Flächen und auch Lianenwälder werden von ihnen ebenfalls gemieden. Das Hörnchen ist tagaktiv und sucht seine Nahrung vor allem auf dem Boden und im Blattwerk in Höhen von einem bis fünf Metern. Es sucht aktiv nach Insekten und anderen Wirbellosen und verfolgt dabei auch insektenfressende Vögel bei deren Insektensuche an Baumstämmen. Ihre Nahrung nehmt es sitzend auf Baumstümpfen oder Ästen ein. Zudem benagt es Äste, um an den Pflanzensaft zu kommen. Es bewegt sich schnell entlang von hohen und kleinen Bäumen.
Die Hörnchen bauen Nester aus Pflanzenfasern, die in Bäumen platziert werden. Sie leben einzeln, können jedoch auch in Paaren vorkommen. Der Wurf kann bis zu 10 Jungtiere umfassen.

## Systematik
Das Amazonische Zwerghörnchen wird als eigenständige Art innerhalb der Gattung der Neuweltlichen Zwerghörnchen (Microsciurus) eingeordnet, die aus vier Arten besteht. Die wissenschaftliche Erstbeschreibung stammt von John Edward Gray aus dem Jahr 1867, der die Art als Macoxus flaviventer anhand von Individuen aus Cabrera („Castelnau“) in Brasilien beschrieb. Oldfield Thomas grenzte den Fundort später auf Pebas ein.
Innerhalb der Art werden einschließlich der Nominatform acht Unterarten unterschieden:
- Microsciurus flaviventer flaviventer: Nominatform, kommt im Osten Brasiliens vor. Das Rückenfell ist oliv-schwarz und wir zur Rückenmitte schwärzer. Der Bauch und die Innenseiten der Beine sind rötlich gelb, der Schwanz ist dunkel und mit gelblichen Einwaschungen.
- Microsciurus flaviventer napi: östlich der Anden in Ecuador und Kolumbien. Es entspricht in seiner Färbung M. f. peruanus und hat ebenfalls große weiße Flecken hinter den Ohren, ist auf der Bauchseite jedoch blasser gelblich-rotbraun.
- Microsciurus flaviventer otinus: in Bergwäldern im nördlichen und zentralen Kolumbien. Es besitzt weiße Ohrspitzen und weiße Einwaschungen am Schwanz.
- Microsciurus flaviventer peruanus: im Nordwesten Perus. Die Bauchseite ist gelblich-rotbraun und es besitzt große weiße Flecken hinter den Ohren.
- Microsciurus flaviventer rubrirostris: im zentralen Peru. Eine große Form mit einem gelblich durchsetzten Schwanz und einem orange- bis ockerfarbenen Bauch.
- Microsciurus flaviventer sabanillae: im südlichen Ecuador. Ebenfalls vergleichsweise groß mit ockerfarbenem Bauch, die Flecken hinter den Ohren fehlen.
- Microsciurus flaviventer similis: im südlichen Kolumbien. Die Unterart hat eine orange-rötliche Bauchseite, die Flecken hinter den Ohren fehlen.
- Microsciurus flaviventer simonsi: im zentralen Ecuador. Die Rückenseite ist schwarz und ungefleckt, die Bauchseite ist rötlich gelb.

Einige der Unterarten werden auch als eigene Arten betrachtet. So führen Patton et al. 2015 neben Microsciurus flaviventer auch Microsciurus otinus, Microsciurus sabanillae, Microsciurus similis und Microsciurus simonsi als eigene Arten und unterscheiden keine Unterarten des Amazonischen Zwerghörnchens.

## Status, Bedrohung und Schutz
Das Amazonische Zwerghörnchen wird von der International Union for Conservation of Nature and Natural Resources (IUCN) aufgrund der nicht ausreichenden Datenlage zu den Beständen als „data deficient“ eingeordnet.

## Belege
1. 1 2 3 4 5  Richard W. Thorington Jr., John L. Koprowski, Michael A. Steele: Squirrels of the World. Johns Hopkins University Press, Baltimore MD 2012, ISBN 978-1-4214-0469-1, S. 33–34.
2. 1 2  Microsciurus flaviventer in der Roten Liste gefährdeter Arten der IUCN 2015.1. Eingestellt von: G. Amori, J. Koprowski, L. Roth, 2008. Abgerufen am 9. Juni 2015.
3. 1 2  Microsciurus flaviventer In: Don E. Wilson, DeeAnn M. Reeder (Hrsg.): Mammal Species of the World. A taxonomic and geographic Reference. 2 Bände. 3. Auflage. Johns Hopkins University Press, Baltimore MD 2005, ISBN 0-8018-8221-4.
4. ↑  John Edward Gray: Synopsis of the species of American squirrels in the collection of the British Museum. Annals and Magazine of Natural History Series 3, 20; S. 432. (Volltext)
5. ↑  James L. Patton, Ulyses F. J. Pardiñas, Guillermo D’Elía: Mammals of South America, Volume 2: Rodents. University of Chicago Press, 2015; S. 24 ff. (Google Books)